# Phelsuma astriata
Phelsuma astriata là một loài thằn lằn trong họ Gekkonidae. Loài này được Tornier mô tả khoa học đầu tiên năm 1901.

## Hình ảnh

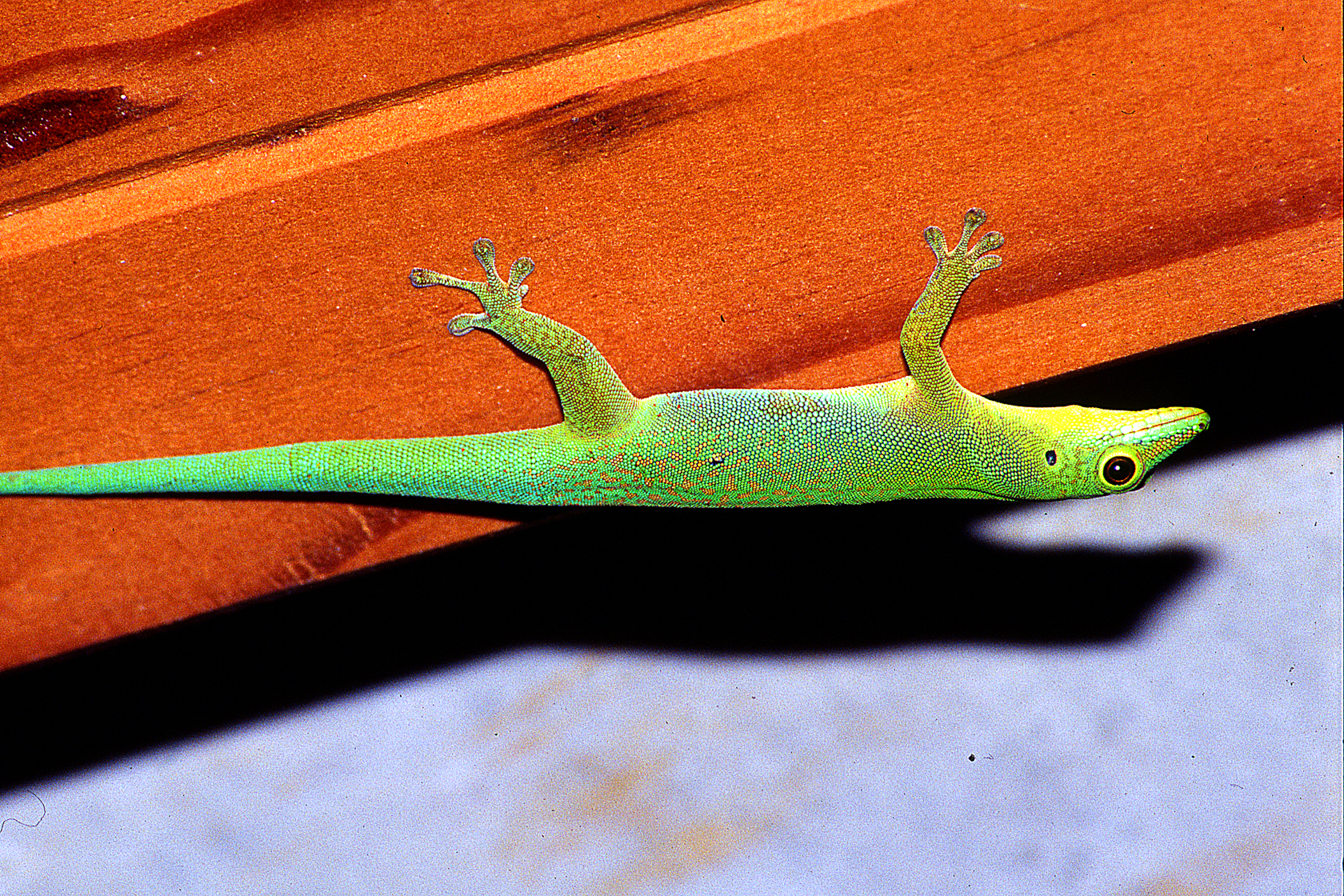